# Siniša Zlatković
Siniša Zlatković (28 de janeiro de 1924) é um futebolista iugoslavo. Ele competiu na Copa do Mundo FIFA de 1950, sediada no Brasil, na qual a seleção de seu país terminou na quinta colocação dentre os treze participantes.